# Aérodrome de Plettenberg Bay
L'aérodrome de Plettenberg Bay ((code IATA : PBZ • code OACI : FAPG) est un petit aéroport desservant Plettenberg Bay, une ville dans la province du Cap Oriental, province de l'Afrique du Sud. 

## Situation
'
| Bloemfontein Mthatha Skukuza Richards Bay Polokwane/Pietersburg Pietermaritzburg Prétoria-Wonderboom Ulundi Upington Pilanesberg Le Cap Phalaborwa Port Elizabeth Kruger Mpumalanga Kimberley Mala Mala Durban George Plettenberg · Bay Hoedspruit Jo'bourg-Lanséria Jo'bourg-OR Tambo East London |

Carte statique des aéroports d'Afrique du Sud.Carte dynamique des aéroports d'Afrique du Sud.

## Compagnie aérienne et destinations
| Compagnies | Destinations                   |
| ---------- | ------------------------------ |
| CemAir     | Johannesbourg OR Tambo, Le Cap |

Edité le 20/11/2023